# Edgar Mais
Edgar Mais (* 27. März 1926 in Siesbach; † 30. Oktober 2024) war ein deutscher Lehrer, Heimatforscher und Politiker (SPD).

## Leben
Mais besuchte das Aufbaugymnasium und danach das Lehrerseminar, das er aber aufgrund seiner Teilnahme am Zweiten Weltkrieg unterbrechen musste. Nach dem Kriegsende setzte er seine Lehrerausbildung fort. 1948 legte er das Erste und 1951 das Zweite Lehrerexamen ab. Er arbeitete zunächst als Volksschullehrer und bestand 1967 das Examen für das Lehramt an Realschulen. Im Anschluss war er als Realschullehrer tätig, ab 1971 als Studienrat.
Mais trat 1959 in die SPD ein. Er war, mit Unterbrechungen, von 1960 bis 1994 Kreistagsmitglied im Landkreis Birkenfeld und von 1969 bis 1989 Ratsmitglied der Stadt Idar-Oberstein. Von 1968 bis 1970 war er Vorsitzender des Stadtverbandes der SPD Idar-Oberstein. Von 1987 bis 1994 war er erster Kreisdeputierter (heute 1. Beigeordneter) des Landkreises Birkenfeld. 1969 erfolgte seine Wahl in den Vorstand des SPD-Unterbezirks. Bei den Landtagswahlen 1971, 1975 und 1979 wurde er jeweils als Abgeordneter in den Rheinland-Pfälzischen Landtag gewählt, dem er bis 1983 angehörte.
Ab 1985 veröffentlichte Mais Schriften zur Heimatkunde von Idar-Oberstein und Umgebung, insbesondere zur Geschichte des Nationalsozialismus mit dem Schwerpunkt Judenverfolgung. 2013 verlieh ihm der Landkreis Birkenfeld die Ehrenmedaille.
Er lebte im Stadtteil Göttschied von Idar-Oberstein.

## Veröffentlichungen (Auswahl)
- Die Verfolgung der Juden in den Landkreisen Bad Kreuznach und Birkenfeld 1933–1945. (= Heimatkundliche Schriftenreihe des Landkreises Bad Kreuznach. 24). Fiedler, Bad Kreuznach 1988, ISBN 3-924824-64-9.
- Wiedergutmachung? Gewalt und Terror des NS-Staates, begangen an den ehemaligen jüdischen Bürgern der Landkreise Bad Kreuznach und Birkenfeld im Spiegel der Akten des Landgerichts Bad Kreuznach. Eine Dokumentation. (= Schriftenreihe der Kreisvolkshochschule Birkenfeld. 27). 1992, ISSN 0723-3108.
- Deutschland unter der NS-Diktatur – auch im Birkenfelder Land. (= Schriftenreihe der Kreisvolkshochschule Birkenfeld. 36). 2009, ISBN 978-3-92382-498-4.